# الشيطان الياقوتي

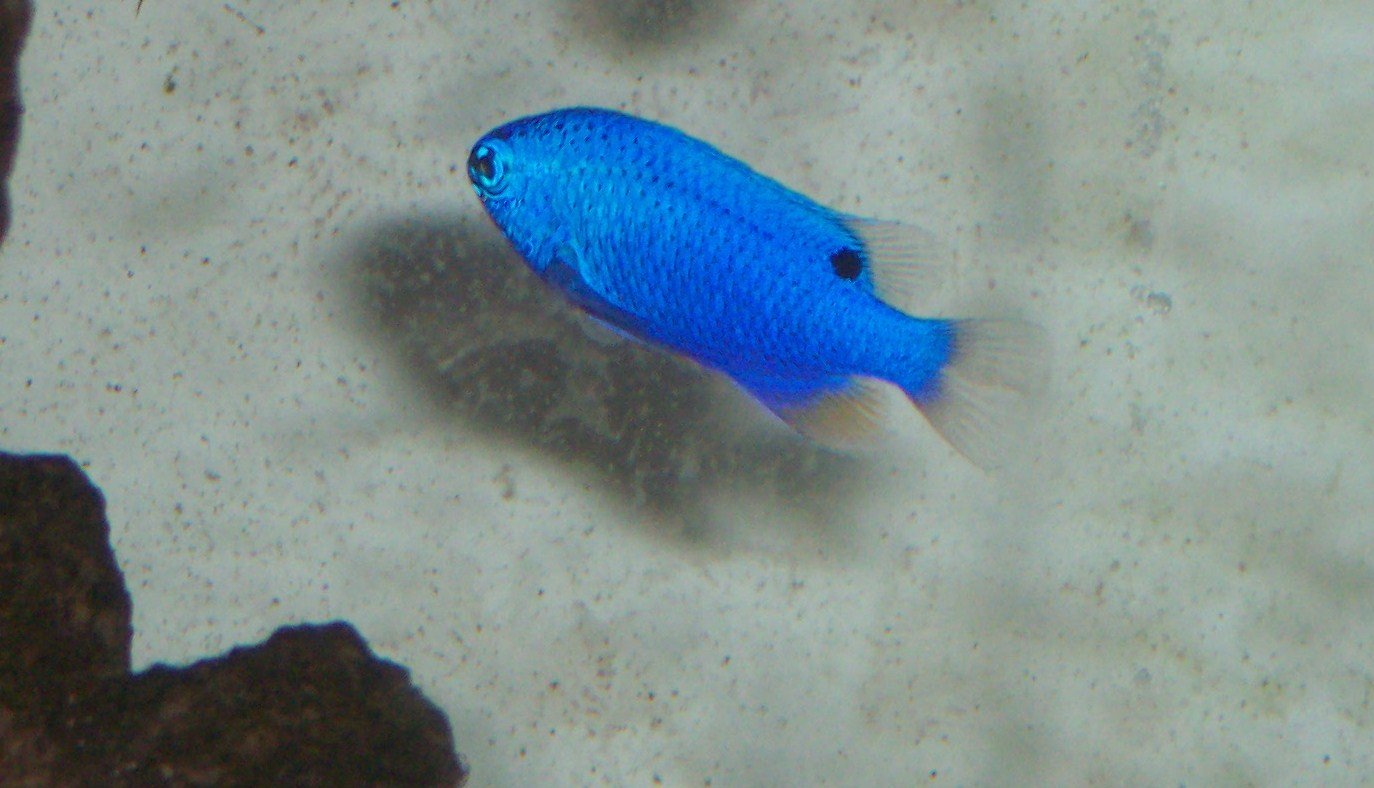

الشيطان الياقوتي (بالإنجليزية:  Sapphire Devil)‏، (باللاتينية: Chrysiptera cyanea)، هي سمكة زينة من فصيلة الدامسل موطنها الهند والمحيط الهندى وأستراليا وتايوان والفلبين وهى ذات لون براق جميل خصوصا عند تعرضها لضوء ساطع وهى سهله التفريق بين الذكر والانثى حيت ان الانثى تكون لها نقطه سوداء في الزعنفة الظهرية. تصل لحجم من 8 إلى 9 سم وتتواجد في مناطق الشعاب المرجانية مثلها مصل افراد عائلتها.
تتواجد على عمق من 0 إلى 10 متر في البحر أي انها تسبح في كل مستويات الحوض وهى تتغذى على القشور وان كانت تفضل الطحالب البحرية وهى شرسه خصوصا مع نفس نوعها ان تواجد بكثره في نفس الحوض.